# Blimbing Wuluh
Blimbing Wuluh is een bestuurslaag in het regentschap Pekalongan van de provincie Midden-Java, Indonesië. Blimbing Wuluh telt 2056 inwoners (volkstelling 2010).